# 垂序卫矛
垂序卫矛（学名：Euonymus pendulus）是卫矛科卫矛属的植物。分布在中国大陆的西藏等地，生长于海拔1,800米至2,400米的地区，多生长在常绿林中，目前尚未由人工引种栽培。

## 别名
垂枝卫矛（西藏植物志）